# Donovan (musicien)
Pour l'acteur né en 1967, voir Donovan Leitch, Jr..
Pour les articles homonymes, voir Donovan et Leitch.
Donovan, de son vrai nom Donovan Philip Leitch, né le 10 mai 1946 dans le quartier de Maryhill (en), à Glasgow en Écosse, est un musicien britannique. Il signe ses morceaux de son nom Leitch.

## Biographie
Sa mère Winifred (née Phillips) est ouvrière catholique tandis que son père, Donald Leitch, protestant, travaille dans une usine Rolls Royce. La famille déménage près de Hatfield (Hertfordshire) en Angleterre.
Il apprend la guitare à quatorze ans. Woody Guthrie, Bob Dylan et Ramblin' Jack Elliott figurent parmi les influences qui nourrissent sa culture musicale. Excellent instrumentiste, il se lie d'amitié avec de nombreux musiciens tels que Derroll Adams, qui a une très grande influence sur lui et dont les citations et autres références dans ses chansons ne sont pas rares. Donovan lui doit sa première apparition, en 1965, dans une émission télévisée anglaise qui le fait connaître du grand public.

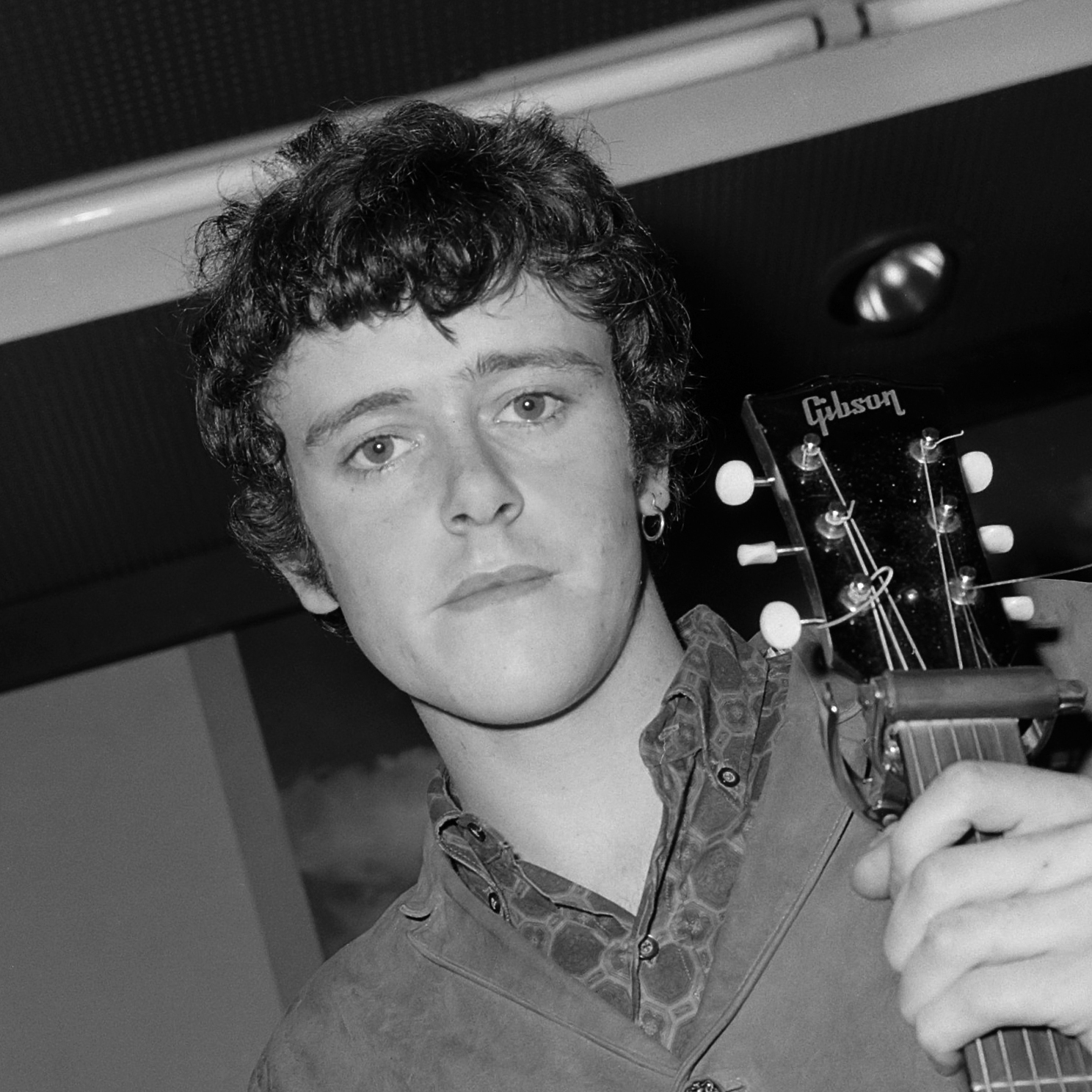
Donovan en 1965.

Il rencontre Mickie Most, producteur des Animals et de Herman's Hermits, qui le fait enregistrer avec certains des plus grands musiciens de studio de l'époque : Jack Bruce, Jimmy Page et John Paul Jones. Entre 1965 et 1970, il enchaîne les succès, avec des disques qui confirment son talent de mélodiste : Colours en 1965, Sunshine Superman (no 1 aux États-Unis) et Mellow Yellow en 1966, The Hurdy Gurdy Man en 1968 et Lalena en 1969.

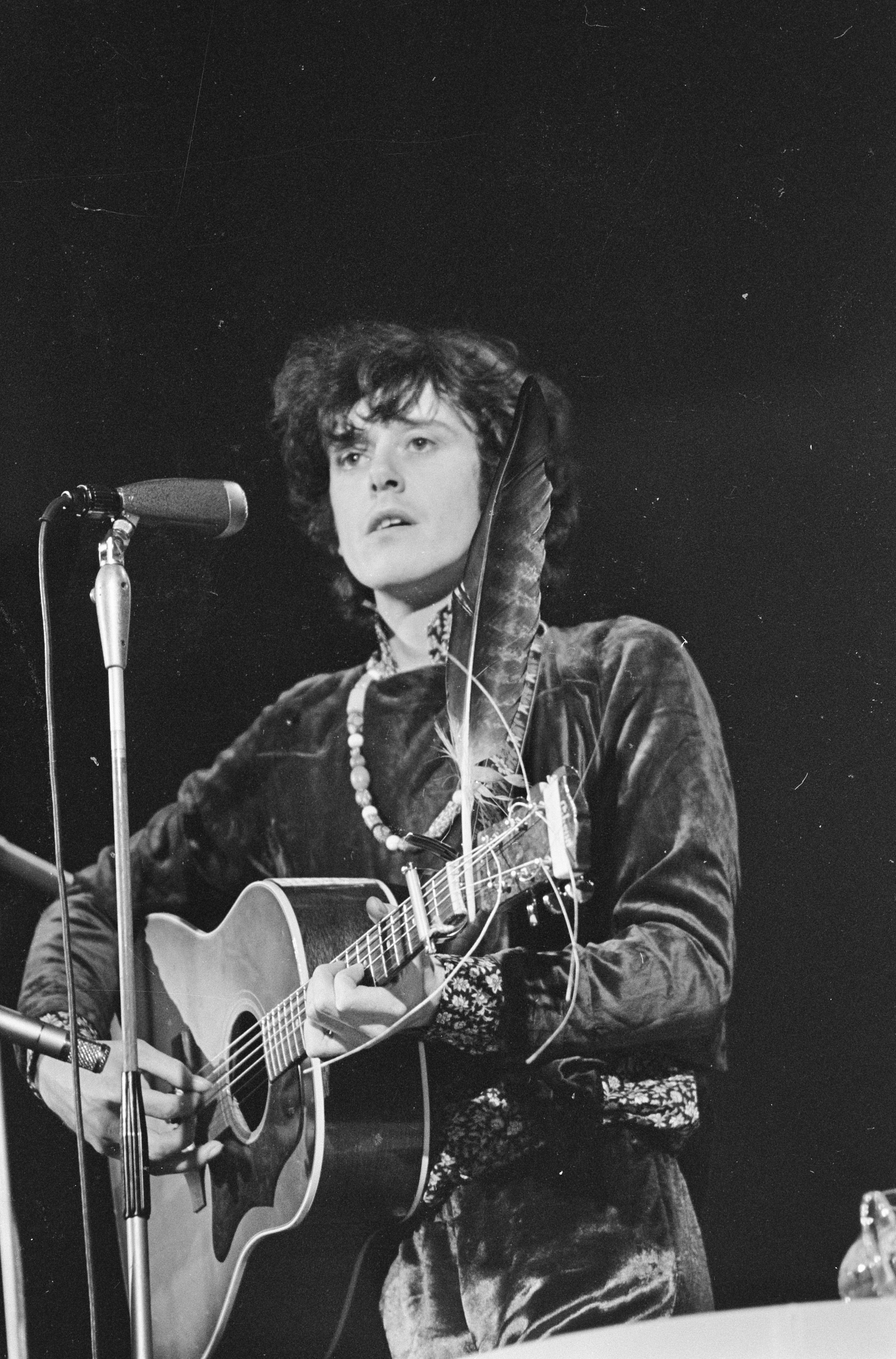
Donovan au Bal Boetiek, sur la scène du Concertgebouw d'Amsterdam, le 9 septembre 1967.

Il entretient également de très fortes amitiés avec de nombreux musiciens, dont Brian Jones, le guitariste des Rolling Stones dont il élève l'un des fils, ainsi qu'avec les Beatles, qu'il aide à l'écriture et avec qui il participe aux chœurs de la chanson Yellow Submarine. Il enseigne notamment sa technique de picking à la guitare à John Lennon et à George Harrison durant le séjour des Beatles en Inde, au printemps 1968. Son grand intérêt pour la spiritualité orientale a joué un rôle important dans l'éveil de l'intérêt des Beatles pour la méditation transcendantale.
Il participe aux courants psychédélique, Flower Power et pacifiste des années 1960, et milite contre la guerre du Viêt Nam.
En 1971, il interprète le rôle-titre du film américano-britannique Le Joueur de flûte de Jacques Demy dont il compose et interprète la musique.
Il participe en 2009, avec Paul McCartney, Ringo Starr, Mike Love des Beach Boys, Moby et d'autres artistes, au concert de soutien à la Fondation David Lynch, dont il est un des fondateurs, et à l'éducation fondée sur la conscience (en), c'est-à-dire la pratique de la méditation transcendantale dans les écoles,.

## Discographie

### Albums studio
- 1965 : What's Bin Did and What's Bin Hid (sorti sous le titre Catch the Wind aux États-Unis)
- 1965 : Fairytale
- 1966 : Sunshine Superman
- 1967 : Mellow Yellow
- 1967 : A Gift from a Flower to a Garden (double album dont les deux disques sont édités séparément aux États-Unis)
- 1968 : The Hurdy Gurdy Man
- 1969 : Barabajagal
- 1970 : Open Road
- 1971 : H.M.S. Donovan
- 1972 : Brother Sun, Sister Moon
- 1973 : Cosmic Wheels
- 1973 : Essence to Essence
- 1974 : 7-Tease
- 1976 : Slow Down World
- 1977 : Donovan
- 1980 : Neutronica
- 1981 : Love Is Only Feeling
- 1984 : Lady of the Stars
- 1992 : Donovan - Troubadour : The Definitive Collection 1964-1976
- 1993 : One Night in Time (uniquement sorti au Japon)
- 1996 : Sutras
- 2002 : Pied Piper
- 2004 : Sixty Four
- 2004 : Brother Sun, Sister Moon
- 2004 : Beat Cafe
- 2005 : Donovan : Try For the Sun - The Journey of Donovan
- 2010 : Ritual Groove :  (double CD)
- 2012 : The Sensual Donovan
- 2013 : Shadows of Blue
- 2018 :  Jump in the line[3]

### Albums enregistrés en concert
- 1968 : Donovan in Concert (réédité avec des titres supplémentaires en 2006)
- 1973 : Live in Japan: Spring Tour 1973 (uniquement sorti au Japon)
- 1990 : Rising
- 2001 : Rising Again
- 2001 : Greatest Hits Live: Vancouver 1986

### DVD
- Festival (Directed by Murray Lerner, 1967. Footage from Newport Festival 1963–1966 (avec Joan Baez, Bob Dylan et Peter, Paul and Mary)
- Dont Look Back (Documentaire film de D. A. Pennebaker, 1967)
- There is an Ocean (1970). Documentaire sur Donovan et Open Road  voyage en bateau et se produisant sur plusieurs îles grecques
- Isle of Wight festival (1970, "Catch the Wind")
- The Secret Policeman's Other Ball (Catch the Wind, : Universal Soldier et Colours.)
- Donovan: The Donovan Concert Live in L.A. 21 January 2007
- Sunshine Superman: The Journey of Donovan (Documentaire dirigé par Hannes Rossacher, 2008)
- Concert au Royal Albert Hall: Sunshine superman[4]

## Filmographie

### Acteur
- 1966 : A Boy Called Donovan (lui-même) - (Avec David Mills)
- 1967 : Dont Look Back (lui-même)
- 1969 : Mardi, c’est donc la Belgique (le chanteur dans l'auberge)
- 1972 : Le Joueur de flûte (le joueur de flûte)
- 1978 : Sgt. Pepper's Lonely Hearts Club Band (un invité)

### Bandes originales
- 1967 : Poor Cow Pas de larmes pour Joy, film de Kenneth Loach
- 1972 : Brother Sun and Sister Moon (François et le Chemin du soleil), film de Franco Zeffirelli
- 1972 : Le Joueur de flûte (d'après la légende Le joueur de flûte d'Hamelin), film de Jacques Demy, 1972)
- 2002 : Les Simpson : épisode L'Herbe médicinale (chanson Wear Your Love Like Heaven, entendue durant la séquence où Homer se lève et va travailler alors qu'il est sous l'effet du THC)
- 2007 : Hurdy Gurdy Man dans Zodiac film policier américain réalisé par David Fincher
- 2009 : Les Simpson : épisode Les Apprenties sorcières (à la fin, on peut entendre la chanson Season of the Witch)
- 2012 : Dark Shadows (série télévisée)
- 2012 : Grimm

## Hommages et mentions
- Donovan reçoit, le 18 janvier 2009, la médaille d'officier des Arts et des Lettres par le ministre français de la Culture, Madame Christine Albanel[5].
- Il est intronisé au Rock and Roll Hall of Fame en 2012, et au Songwriters Hall of Fame, en 2014.
- Son nom est mentionné dans les paroles de la chanson française Wight Is Wight, sortie en 1969, de l'auteur-compositeur-interprète Michel Delpech, créée en collaboration avec le pianiste, chef d'orchestre, compositeur, arrangeur musical Roland Vincent. Ce texte, chanté par Delpech, évoque le festival organisé depuis 1968 dans l'île de Wight au sud de l'Angleterre : « Wight is Wight / Dylan is Dylan / Wight is Wight / Viva Donovan / C'est comme un soleil / Dans le gris du ciel […] »[6]. On peut remarquer que si, effectivement, Bob Dylan participe dès 1969 à ce festival — il en est même une tête d'affiche — ce n'est qu'en 1970 que Donovan y monte sur scène… après donc l'écriture, et même la sortie, de Wight Is Wight.
- Son nom est mentionné dans les paroles de la chanson française Rockollection, sortie en 1977, composée et interprétée par Laurent Voulzy, faisant alterner des couplets en français, écrits par Alain Souchon, avec des reprises de chansons anglo-saxonnes datant des années 1960. Laurent Voulzy y chante un bref extrait de Mellow Yellow : « Toute la nuit on s'aimait / Quand Donovan chantait / Un truc qui m′colle encore au cœur et au corps / They call me mellow yellow / They call me mellow yellow / Oh, they call me mellow yellow […] ».